# Дубасник
Дуба́сник (бел. Дубаснік) — деревня в составе Радомльского сельсовета Чаусского района Могилёвской области Белоруссии. До 2013 года входила в состав Осиновского сельсовета.

## Население
- 2010 год — 8 человек